# Harpyje

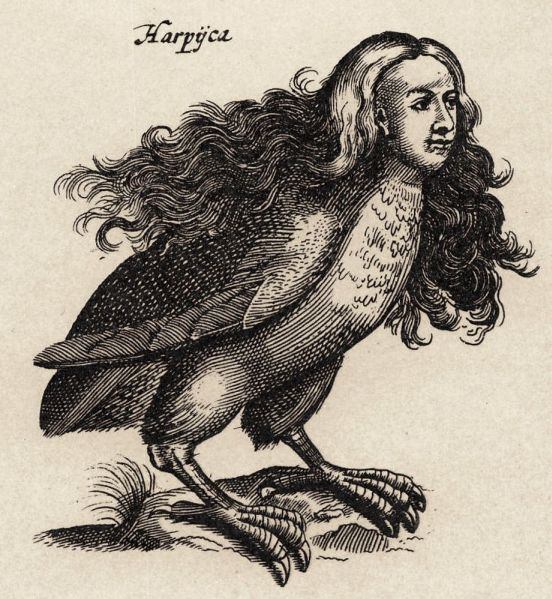
Ulyssis Aldrovandi; Monstrorum historia; Bologna 1642

Harpyje (též harpie, nebo harpye) jsou mytické bytosti (monstra) antické mytologie, zobrazované jako napůl ženy a napůl ptáci.
Slovo harpyje vzniklo z řeckého slova harpazein (ἅρπάζειν, tj. rvu, uchvacuji). Ve starověkém Řecku byly jakousi personifikací bouře a mračen. Ve středověku se z nich postupně staly zlovolné, lidem škodící bytosti.

## Vzhled
Popis harpyjí je poměrně komplikovaný, neboť se postupem času představa o harpyjích měnila a nejasný je i jejich počet. Jejich rodiče jsou mořský bůh Thaumás a bohyně Élektra.
Původní představa harpyjí byla velmi neurčitá a byly zosobněním bouře. Jejich původní posláním bylo unášet duše zemřelých do podsvětí. Již v antickém Řecku se jejich představa dostala do podoby žen s křídly, byly tedy podobné antickým Sirénám. Později byly vyobrazovány jako ptáci s lidskou, zpravidla ženskou nebo dívčí hlavou. Nakonec se jejich hlava změnila na hlavu staré ošklivé ženy.
Základní představu si lze učinit z Hésioda, který uvádí existenci dvou harpyjí – Alléktó (Vichřice) a Ókypeté (Rychloletá), později k nim přibyla ještě třetí harpyje Kelainó (Mrákotná-temnomraká). Homér navíc uvádí Podargu (Rychlonohou).
V jiných představách je harpyjí blíže nespecifikovaný vyšší počet, ve středověku se prakticky jednalo o druh zlovolných bytostí jejichž počet nebyl nijak omezován, např. Dante Alighieri v Božské komedii (Peklo, XIII, 102/103) uvádí Harpyjí hejno v listí se jí pase, a bol jí působí a bol jí vodí.
Podle starověkých předpokladů se harpyje oplodňují větry, jejich děti jsou pak nejrychlejší a nejlepší koně (např. Achilleovi či Aldrastův Oreión).
| „                                                        | Široká křídla, tváře lidských tvarů, na nohou spáry, břicho opeřené a k nářku užívají zpěvu darů | “ |
| — Dante Alighieri, Božská komedie (Peklo, XIII, 12 – 14) |                                                                                                  |   |

## Harpyje v mytologii
Harpyje vystupují v několika řeckých bájích. Nejznámější je o slepém Fíneovi, který byl nadán věšteckým uměním, ale protože ho zneužíval, bohové ho oslepili. Jeho druhá manželka Eidothea ho přesvědčila, že za slepotu mohou synové z prvního manželství, které z duše nenáviděla. Podle jedné verze je Fíneus uvrhl do žaláře, podle druhé je nechal zakopat za živa. Proto na něj byl seslán trest neukojitelného hladu a kdykoliv se chtěl najíst, Harpyje přiletěly, vše snědly a co nestačily, to pokálely. Od Fínea byly zahnány až při výpravě Argonautů, kdy byly Harpyje nuceny slíbit, že ho již nechají být a nebudou mu dále ubližovat.

## Harpyje v heraldice

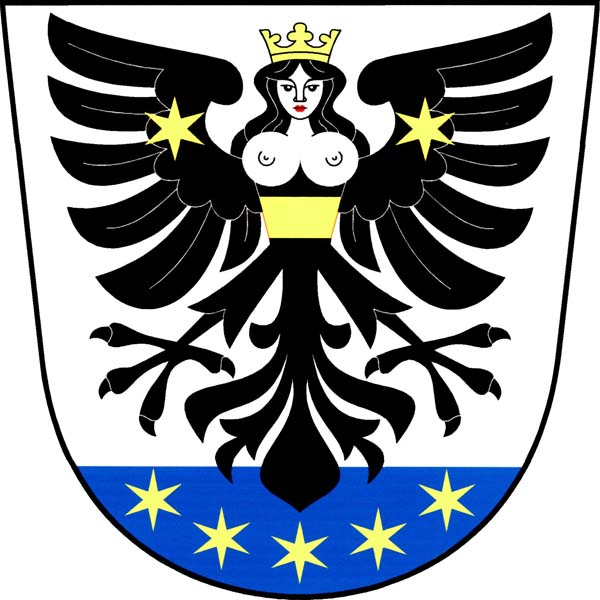
Harpyje ve znaku obce Čejov, okres Pelhřimov

Harpyje pronikla také do heraldiky, kde bývá zobrazována jako figura orla s dívčím obličejem a poprsím.